# امپراتوری روم متأخر
امپراتوری روم متأخر (انگلیسی: Later Roman Empire) به‌طور سنتی از ۲۸۴ بعد از میلاد (اعلام دیوکلتیان به عنوان امپراتور) تا ۶۴۱ (مرگ هراکلیوس) در تاریخ امپراتوری روم را در بر می‌گیرد.